# Pulloxhill
Pulloxhill est un petit village et une paroisse civile du Central Bedfordshire, en Angleterre.